# Hamana-See
Der Hamana-See (japanisch 浜名湖, Hamana-ko) ist ein Brackwassersee in der Nähe von Hamamatsu im Westen der japanischen Präfektur Shizuoka.
Im Altertum wurde der Hamana-See als „ferner Süßwassersee“ (遠淡海, Toho tsu Afumi) bezeichnet und gab der Provinz Tōtōmi ihren Namen, im Gegensatz zum „nahen Süßwassersee“, dem Biwa-See. Bei einem Erdbeben 1498 wurde die Sandbank zwischen dem See und dem Pazifik durchbrochen, sodass Salzwasser eindrang. Heute ist er berühmt für Aale, ferner auch für Chinesische Weichschildkröten, Austern, Nori und Garnelen.
Touristisch erschlossen sind die Insel Benten-jima und der Kurort Kanzanji Onsen.
Der See hat eine Oberfläche von 65 km² bei einer maximalen Wassertiefe von 13,1 m.
Auf der Sandbank zwischen dem See und dem Pazifik verläuft heute der Hamana By-pass der vierspurigen Nationalstraße 1. Die Lücke in der Sandbank wird durch die Hamana-Brücke überquert.